# Josef Feistmantl
Josef Feistmantl   (Absam, 23 de febrer de 1939 - 10 de març de 2019) va ser un corredor de luge austríac, que destacà en les dècades del 1950, 1960 i 1970.

## Carrera esportiva
L'any 1964 va participar en els Jocs Olímpics d'hivern ralitzats a la ciutat d'Innsbruck (Àustria), on aconseguí guanyar la medalla d'or en la prova de luge per parelles. A més a més, en aquesta competició, finalitzà cinquè en la prova de luge individual. En els Jocs Olímpics d'Hivern de 1968 realitzats a Grenoble (França) participà novament en les dues proves, finalitzant setè en la prova per parelles i cinquè en la prova individual. En els Jocs Olímpics d'Hivern de 1972 realitzats a Sapporo (Japó) únicament participà en la prova individual, finalitzant en desena posició.
Al llarg de la seva carrera esportiva aconseguí guanyar cinc medalles en el Campionat del Món de Luge amb un or (1969), dues plates (1959 i 1970) i dos bronzes (1967 i 1971). En el Campionat d'Europa de Luge aconseguí guanyar tres medalles: un or (1967) i dues plates (1954 i 1962).
En els Jocs Olímpics d'Hivern de 1976 realitzats a Innsbruck (Àustria) fou l'encarregat, juntament amb Christl Haas, de realitzar l'últim relleu de la flama olímpica i d'encendre el peveter.